# 팔당호

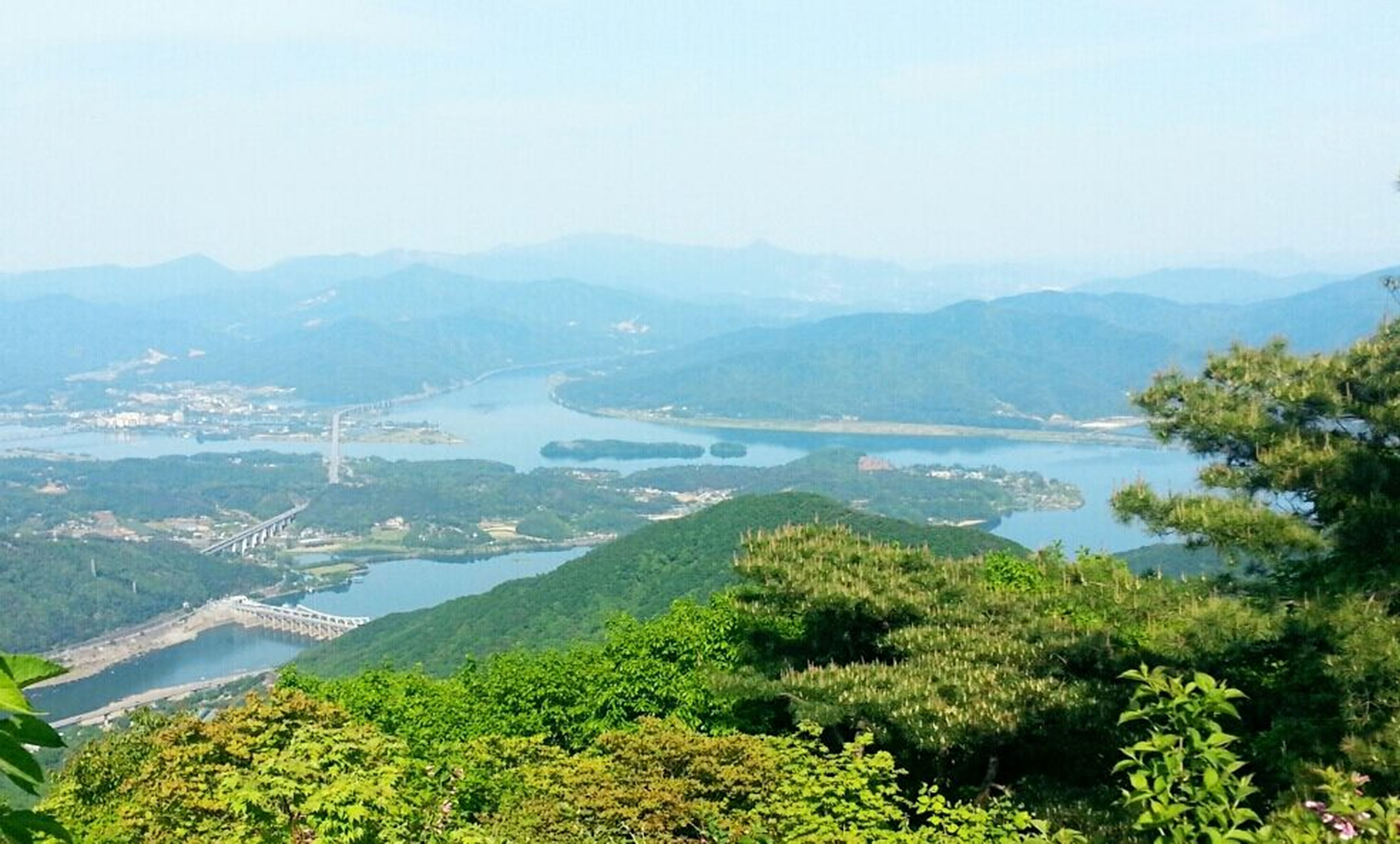
팔당댐과 팔당호

팔당호(八堂湖, 영어: Lake Paldang)는 경기도 남양주시와 광주시, 양평군, 하남시의 경계에 위치한 호수이다. 북한강과 남한강이 합류하여 한강으로 향하는 길목에 1973년 팔당댐을 설치하며 생긴 인공의 담수호이다. 수도권 지역에 취수를 보내는 광역 상수원이다. 이로 인해 인근 지역이 '팔당 상수원보호구역'으로 지정되어 있다.

## 취수원
호수는 수도권 지역의 취수원으로 이용되고 있다. 호수의 유역 면적은 23,800km2이며, 만수위 때 수면 면적은 36.5km2이다. 저수용량이 2억 4,400만t이다. 하루당 260만t에 이르는 호수의 용수가 팔당호 취수장을 거친 뒤 수도권에서 이용되고 있다. 이는 수도권 전체 취수량의 약 80%를 차지한다. 비상시 등을 생각했을 때 의존도가 높다는 문제 제기가 대한민국 내에서 계속되고 있다. 이에 따라 문재인이 대한민국 제19대 대통령 선거 후보로 나섰을 때 경기도민에 대한 공약으로 취수원 다변화를 약속하였고, 경기도청도 2018년 12월 24일 경기연구원 이 문제에 대한 기본연구용역 협의에 들어가는 등 대체 취수원을 찾기위한 활동이 펼쳐지고 있다.
팔당호와 인접 지역은 환경부에 의해 '특별대책지역' 중 하나인 '상수원보호구역'으로 지정되어 있다. 이에 따라 이 지역에서는 농사, 공장, 식당 등에서 생길 수 있는 온갖 오염물질 배출이 제한되고, 수영, 세탁 등도 금지되고 있다.

## 그 외
발전용으로 만들어진 팔당댐의 연발전량은 3억 7,800만㎾h이다. 호수 내에는 팔당호의 합류 지점을 두 물이 만난다는 의미에서 두물머리라고 부른다. 남쪽으로는 경안천도 합류하고 있다.

### 파노라마

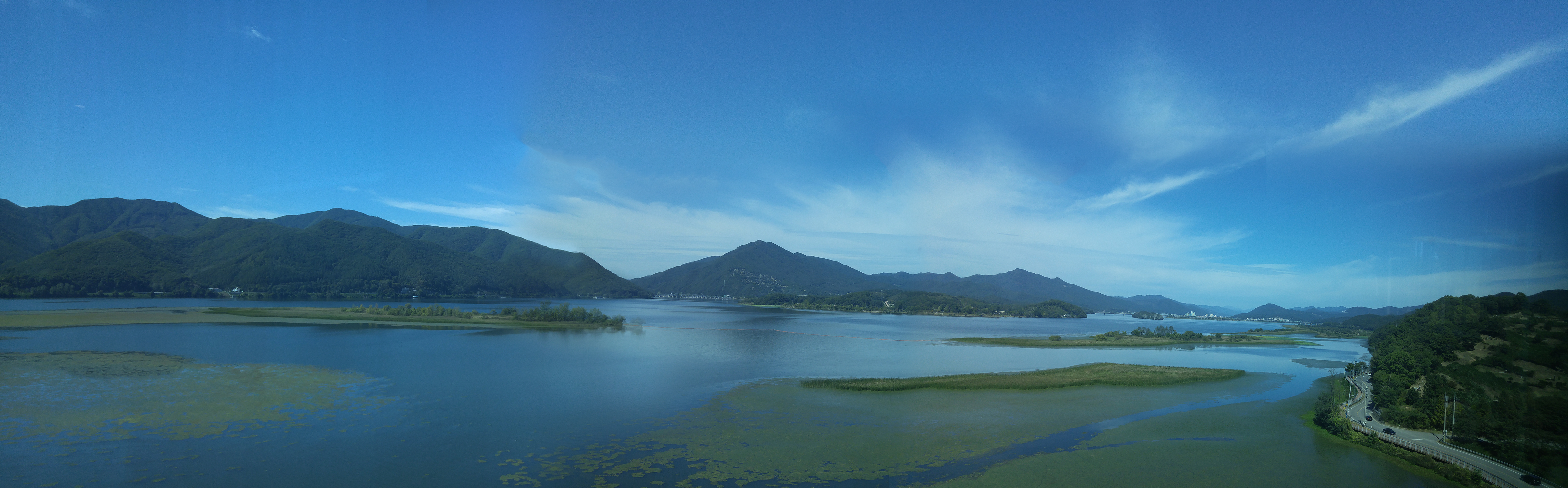

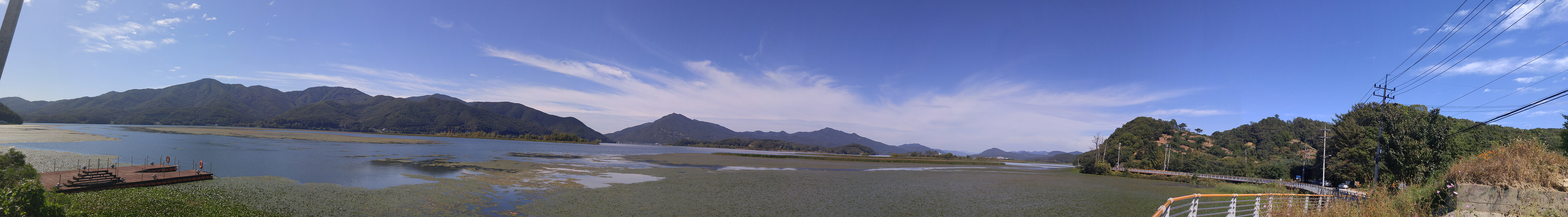